# Gaultheria angustifolia
Gaultheria angustifolia är en ljungväxtart som beskrevs av T. S. Brandegee. Gaultheria angustifolia ingår i släktet Gaultheria och familjen ljungväxter. Inga underarter finns listade i Catalogue of Life.